# Alejandro del Conte
Alejandro C. del Conte (Buenos Aires, 25 de abril de 1897-ibidem, 2 de marzo  de 1952) fue fotógrafo, escritor, periodista, director de cine, fundador y director de las revistas Film Gráfico y Correo Fotográfico Sudamericano e impulsor del fotoclubismo en Argentina. Fue una figura central en el mundo del arte fotográfico durante la primera mitad del siglo XX y uno de los primeros en darle una perspectiva latinoamericana a la actividad.

## Biografía
Alejandro del Conte inició su carrera periodística a temprana edad colaborando como redactor en la popular revista PBT. Entre 1913 y 1916, publicó en las páginas de ese semanario varios reportajes, artículos costumbristas y notas de actualidad que firmaba con su nombre o con el pseudónimo de “Juan Porteño”.
Vivió en Tucumán entre 1916 y 1918. Allí organizó espectáculos teatrales y exhibiciones cinematográficos en las principales salas de esa provincia y en diversas localidades del Norte. A los 19 años, fundó y dirigió el semanario Film Gráfico. Revista Semanal Cinematográfica del Norte de la República, primera revista sobre cine en esa región, dedicada a la actualidad cinematográfica. También dirigió la película documental Tucumán durante las fiestas del Centenario (1916), en 16mm. Esta obra, actualmente perdida, posiblemente sea el primer documental filmado en el norte argentino.
En 1918 fue jefe de publicidad de la droguería Gibson (ubicada en Defensa 192) cuyos avisos publicitarios aparecían en la revista Caras y Caretas, entre otras.
En agosto de 1921 fundó la revista Correo Fotográfico Sudamericano, una de las principales revistas de la fotografía en América Latina. Dirigió esta publicación hasta 1952, año de su fallecimiento. También publicó el suplemento Chacirete, entre 1925 y 1927, dedicado a la organización gremial de los reporteros gráficos.
En el marco de la revista Correo Fotográfico Sudamericano, publicó una serie de libros como autor entre 1939 y 1945: Formulario Fotográfico, Técnica del Retrato Fotográfico, Diccionario Fotográfico, Fotografía de los Colores.
En 1932 dirigió su segunda película La Barra de Taponazo, una de las primeras películas del cine sonoro argentino, que se encuentra desaparecida. El guion original, escrito por del Conte.
Desarrolló una prolífica actividad de fomento a las sociedades y clubes fotográficos. Fue Presidente honorario de la Asociación de Fotógrafos Profesionales del Noreste Argentino, Socio Honorario del Foto Club Rosario, Foto Club Mendoza, Foto-Cine Clube Bandeirante (San Pablo, Brasil) y Sociedade Fotográfica Fluminense (Río de Janeiro, Brasil), Miembro de Honor de la Peña Fotográfica Rosarina, Socio Corresponsal del Foto Club Uruguayo e integró la Photographic Society of America (Estados Unidos), donde se le propuso, en sus últimos días, la representación honoraria.
Al morir Alejandro del Conte en 1952 su hijo Estanislao se hizo cargo de la dirección de Correo Fotográfico Sudamericano mientras la viuda de Del Conte: Angelina Rimoldi se encargaba de las relaciones públicas de la revista. El archivo personal y laboral de Alejandro del Conte continuó resguardado en la casa de Lavalle 332, ciudad de Buenos Aires, donde funcionaba la revista y donde viví la viuda. Luego de su fallecimiento la casa fue usurpada, posteriormente vendida y el archivo fue arrojado a la vía pública. Rescatado por cartoneros, pasó a mano de dos anticuarios diferentes de San Telmo quienes lo vendieron a Alfredo Srur, director de CIFHA en 2017. El archivo ingresó al Centro de Investigación Fotográfico Histórico Argentino y actualmente puede ser consultado en esa institución.